# Trans-Canada Highway
Der Trans-Canada Highway (TCH; französisch Route Transcanadienne) ist mit einer Länge von 7.821 km die einzige Bundesstraße (englisch Federal Highway) Kanadas. Er beginnt in Victoria (British Columbia) und endet in St. John’s (Neufundland).

## Allgemeines
Der Trans-Canada Highway bildet mit einigen Verzweigungen ein Verbindungssystem durch alle zehn Provinzen Kanadas. Mit über 7.800 km ist der TCH sowohl die einzige durchgehende transkontinentale Straßenverbindung Kanadas als auch die sechstlängste Fernstraße der Welt. Lediglich fünf Straßen, die Panamericana, der National Highway 1 in Australien, der Asian Highway 2 und Asian Highway 6 und der Transsibirien-Highway in Russland sind länger als der TCH.
Der Trans-Canada Highway ist transkontinental und verbindet in West-Ost-Richtung den Pazifik mit dem Atlantik, Westkanada mit Ostkanada. Er gliedert sich in eine Nord-Route und eine kürzere Süd-Route.
Auf Grund seiner Bedeutung für die Mobilität der kanadischen Gesellschaft seiner Zeit sowie der Bedeutung für die Wirtschaft erklärte die kanadische Bundesregierung den Bau desselben am 21. November 2014 zu einem „nationalen historischen Ereignis“.

## Geschichte
Vorbild für den Bau des Trans-Canada Highways war die Fertigstellung der Transkanada-Eisenbahn im Juli 1885. Die Entscheidung für eine transkontinentale Fernstraße fiel im Jahre 1949 durch den „Trans-Canada Highway Act“ vom 10. Dezember 1949. Der Straßenbau des Trans-Canada Highways vollzog sich in einzelnen Bauabschnitten. Dabei ermunterte das Gesetz die Provinzen, vorhandene Provinzialstraßen in West-Ost-Richtung auf Highway-Standards zu verbessern.
Der schwierigste Abschnitt durch die kanadischen Rocky Mountains waren die 147 km lange Strecke durch die Selkirk Mountains mit dem 1330 m hohen Bergpass des Rogers Pass, an dem 1957 begonnen wurde. Dabei musste auch der Schutz vor Steinschlag und Lawinen berücksichtigt werden, was den Bau bis 1962 verzögerte. Ein weiterer Abschnitt von 265 km entlang des Oberen Sees zwischen Sault Ste. Marie (Ontario) und Wawa (Ontario) bereitete ebenfalls Schwierigkeiten. Während letzterer Abschnitt im September 1960 eröffnet werden konnte, benötigte die Streckenführung in Alberta’s Rockies noch zwei Jahre bis zur Eröffnung am 30. Juni 1962.
Die offizielle Eröffnung des gesamten Trans-Canada Highway fand am 3. September 1962 statt, die vollständige Asphaltierung dauerte noch bis 1966. Am 12. Juli 1966 beispielsweise wurde die asphaltierte Teilstrecke in Neufundland durch Premier Joey Smallwood eröffnet. Auf 1327 m Höhe am Rogers Pass erinnert ein Denkmal an die Vollendung des Trans-Canada-Highways. Als offizielle Fertigstellung gilt das Jahr 1970, als das Trans-Canada-Highway-Programm auslief. Inzwischen ist er größtenteils vierspurig und kreuzungsfrei ausgebaut.

## Verlauf
Er verbindet neun der zehn Provinzen und durchquert sechs Hauptstädte (Victoria (British Columbia), Calgary, Regina (Saskatchewan), Winnipeg, Ottawa und Fredericton). Der Abschnitt zwischen Vancouver über Kamloops und Banff (Alberta) bis nach Calgary ist eine Panoramastraße. In Vancouver verläuft er über die Terminal Avenue/East 1st Avenue. Der Yellowhead Highway bildet den nördlichen Zweig des TCH in den westlichen Provinzen.

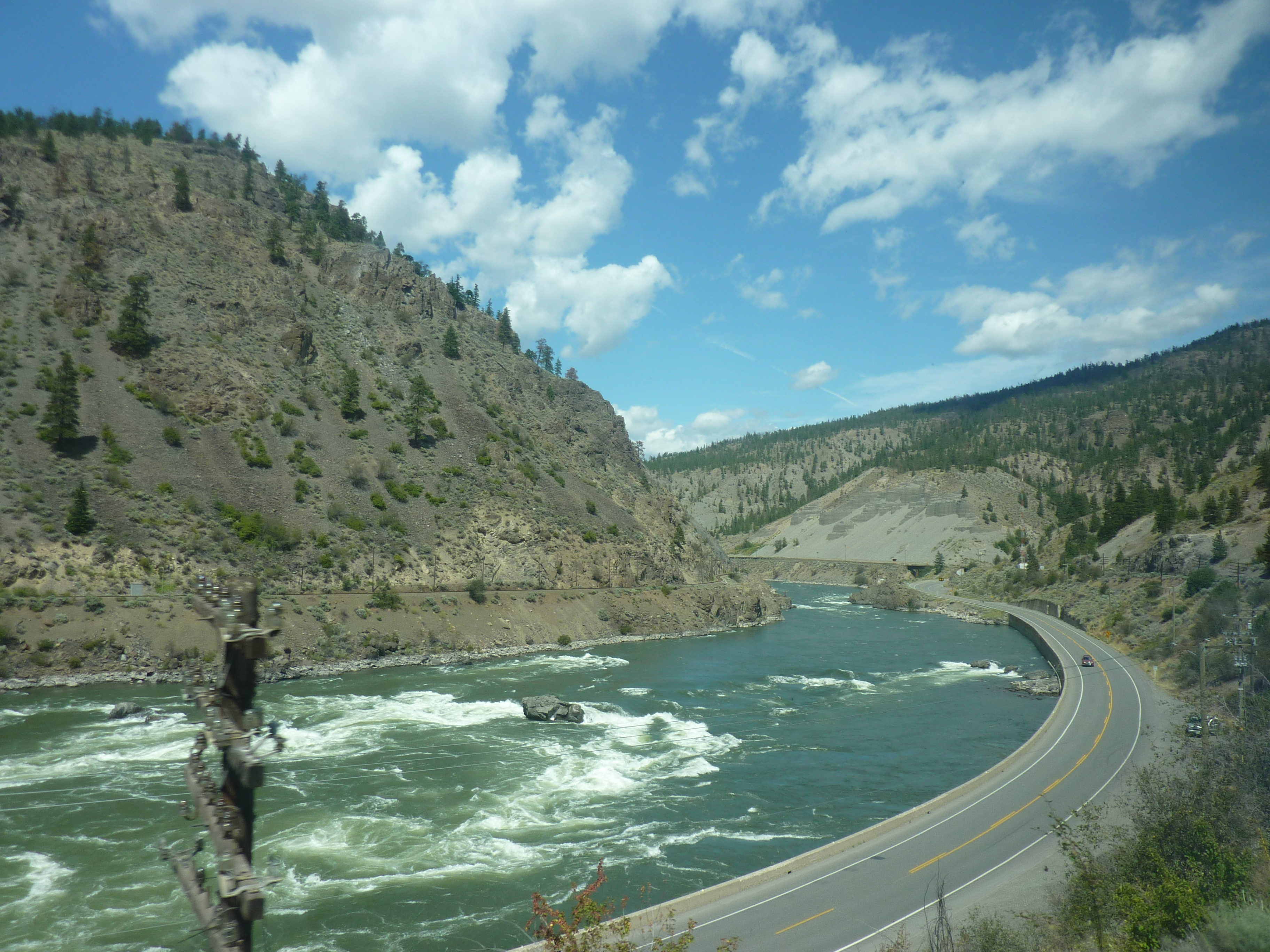
Trans-Canada Highway am Thompson River („Avalanche Alley“; deutsch „Lawinen-Allee“)
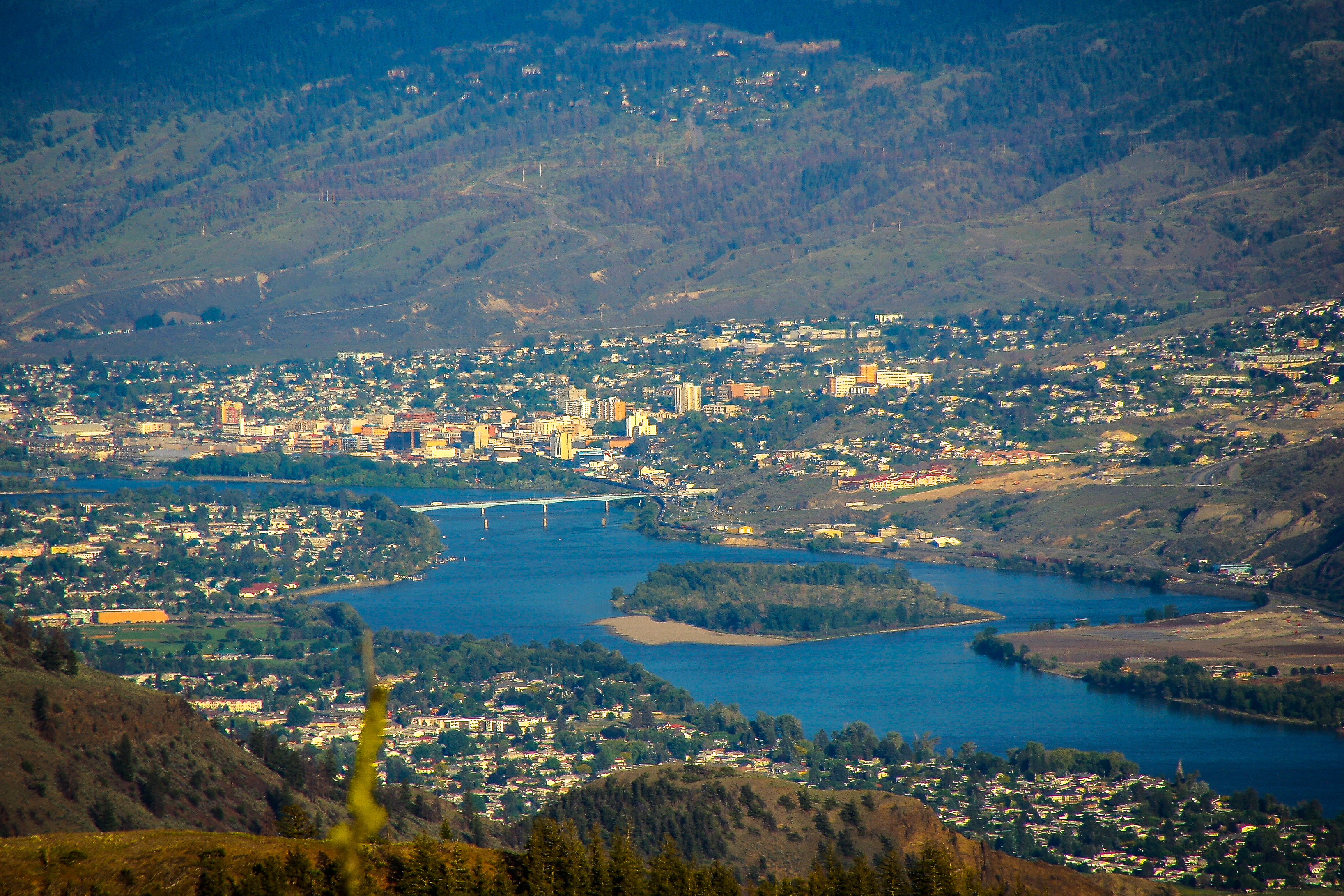
Brücke über den Thompson River in Kamloops
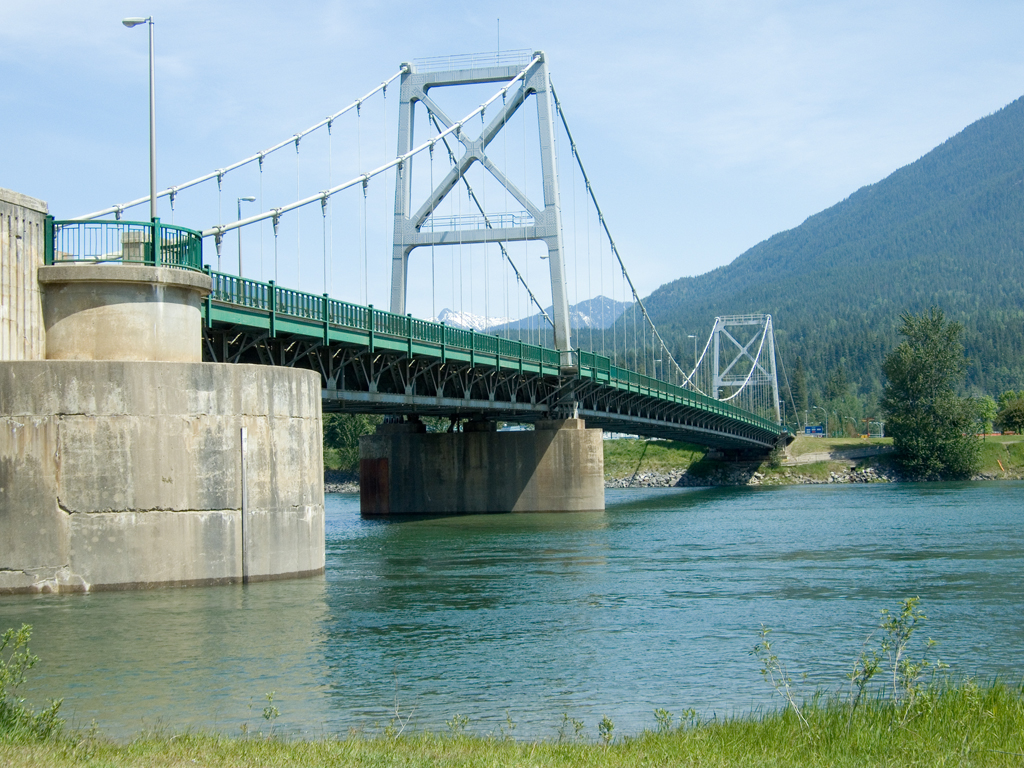
Revelstoke Bridge über den Columbia River
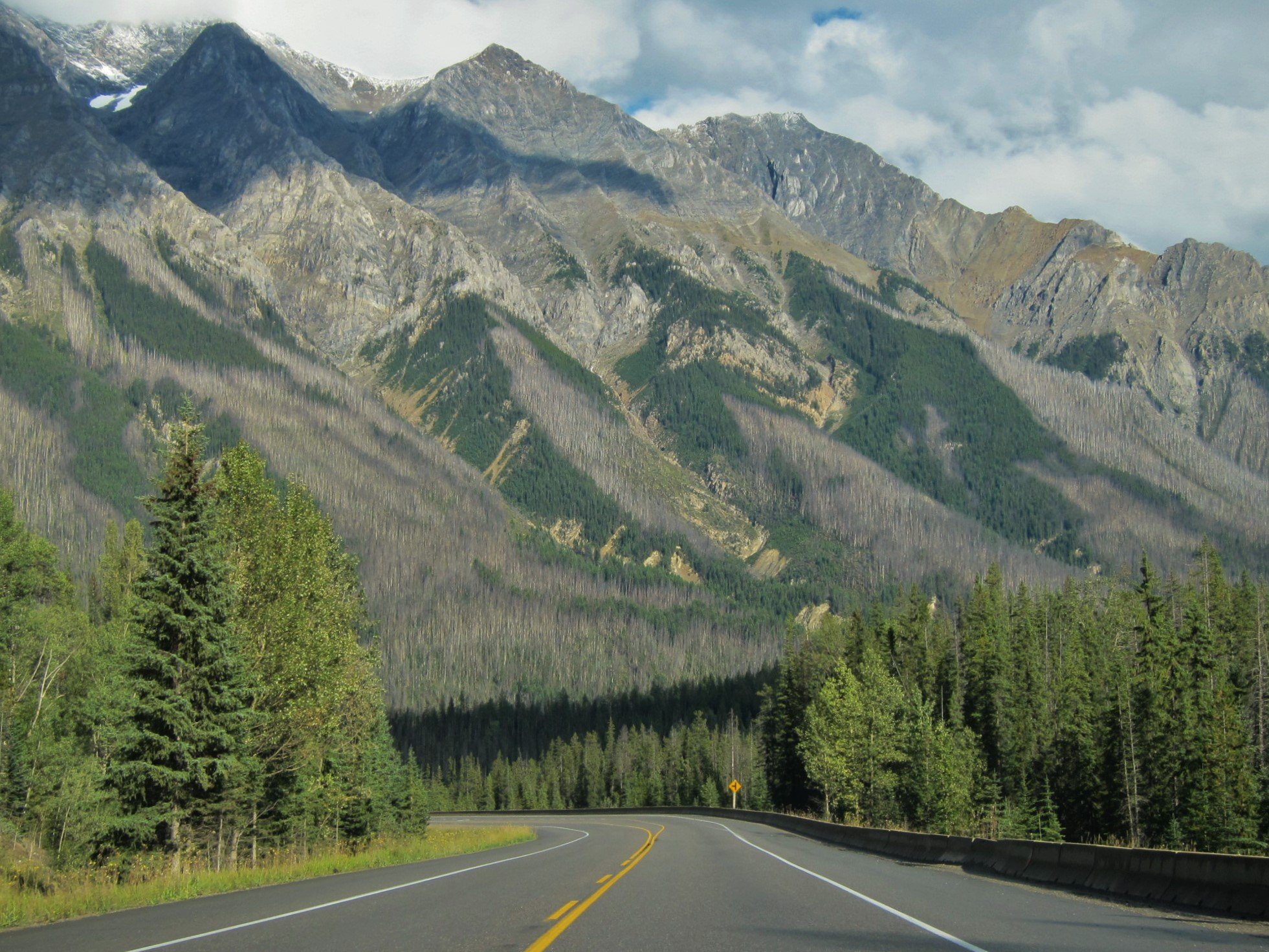
Bei Golden (British Columbia)
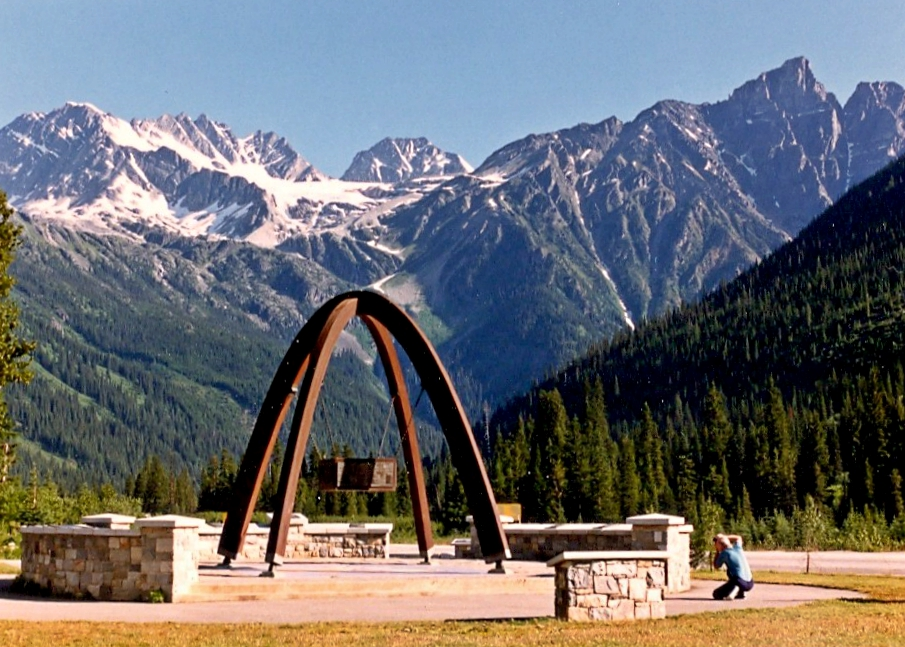
Denkmal am Rogers Pass
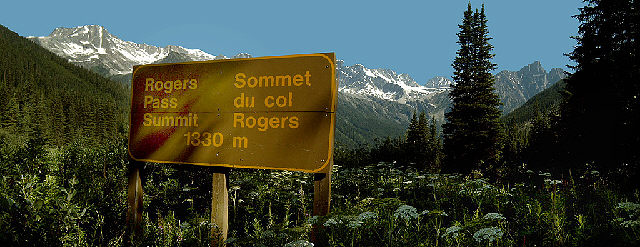
Der Rogers Pass (1330 m)
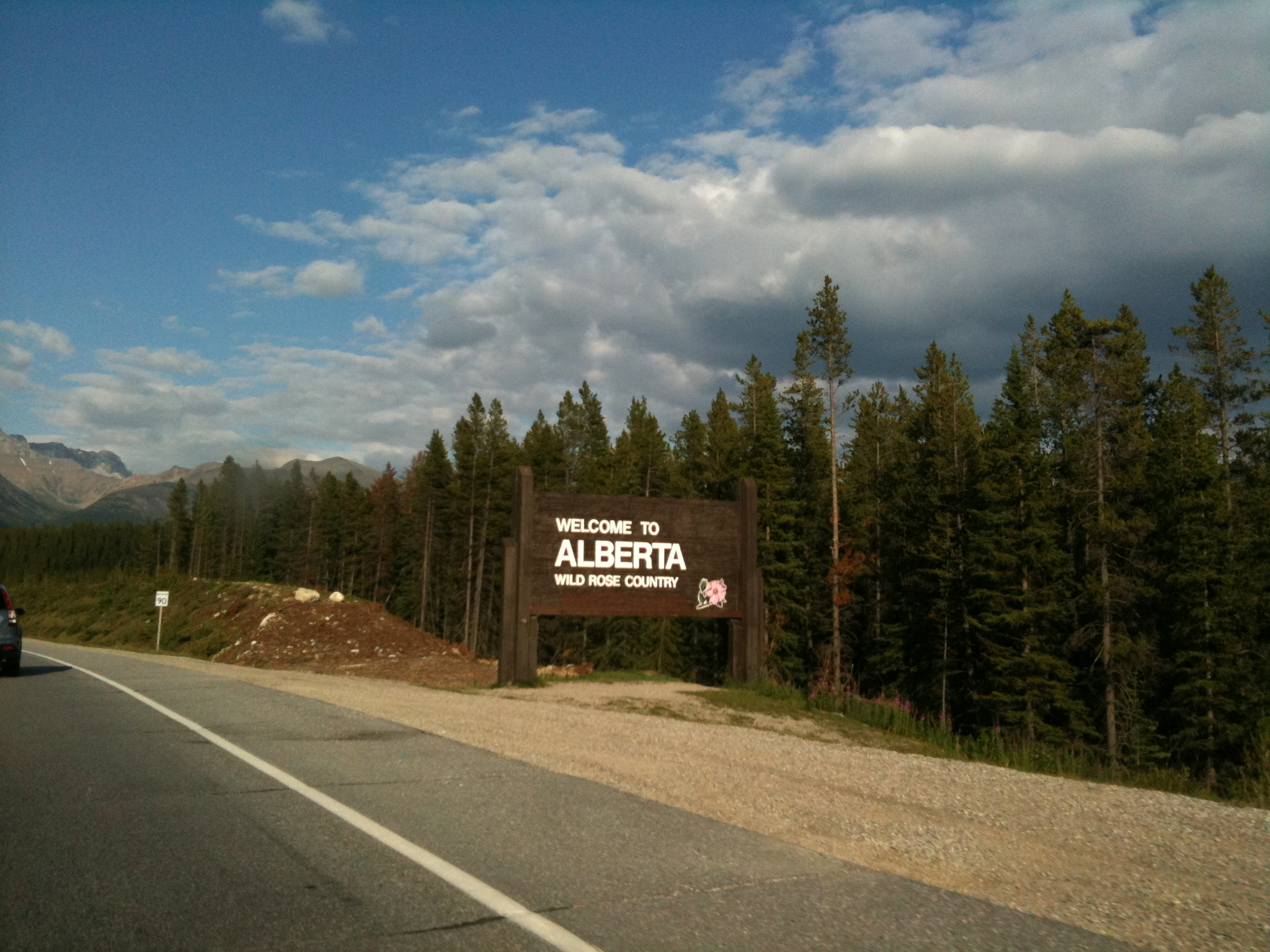
Grenze nach Alberta
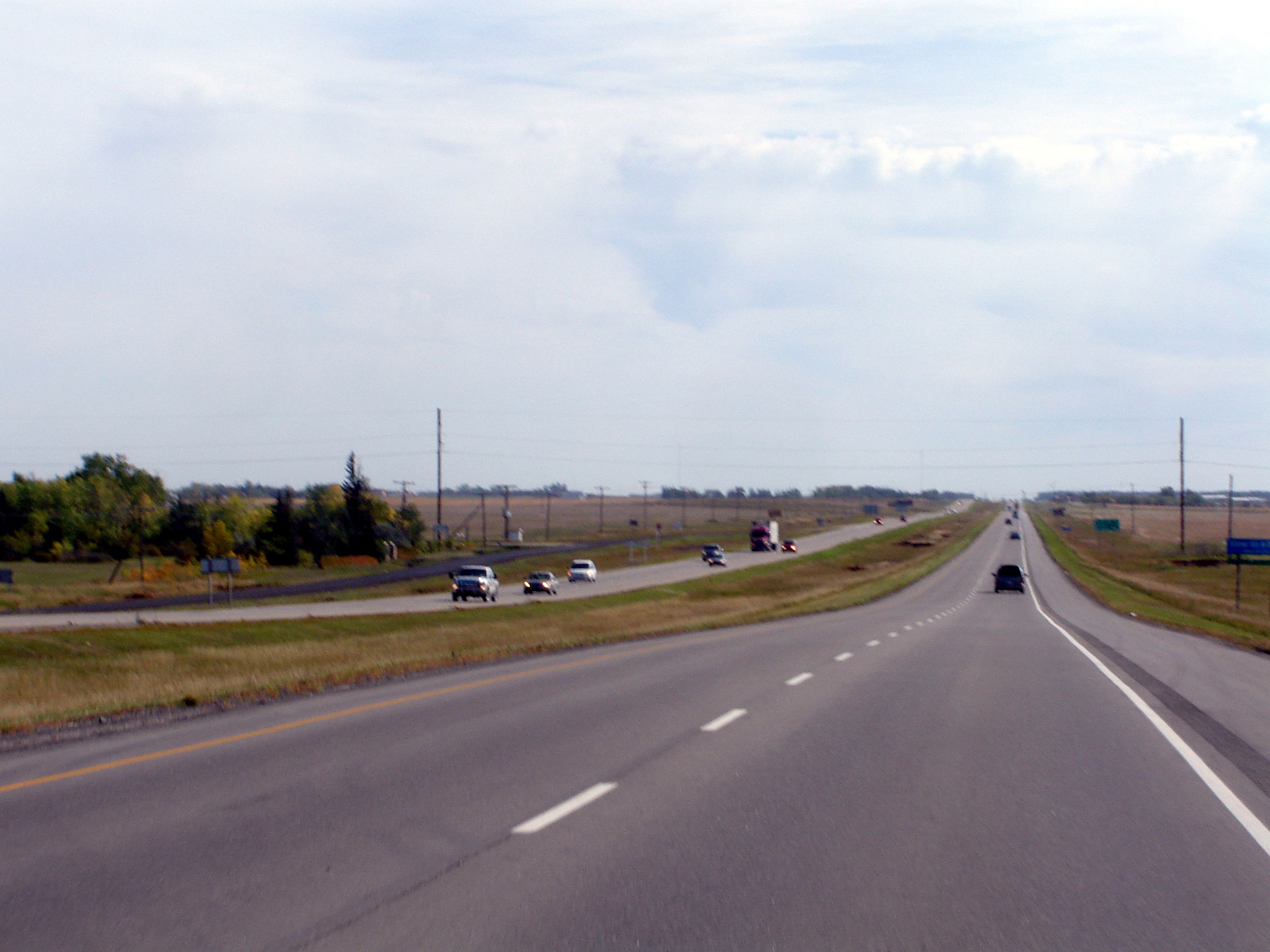
Zwischen Regina und Pilot Butte
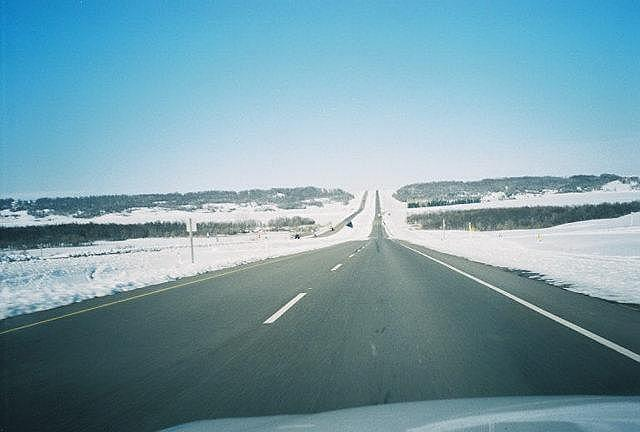
Westlich von Brandon (Manitoba)
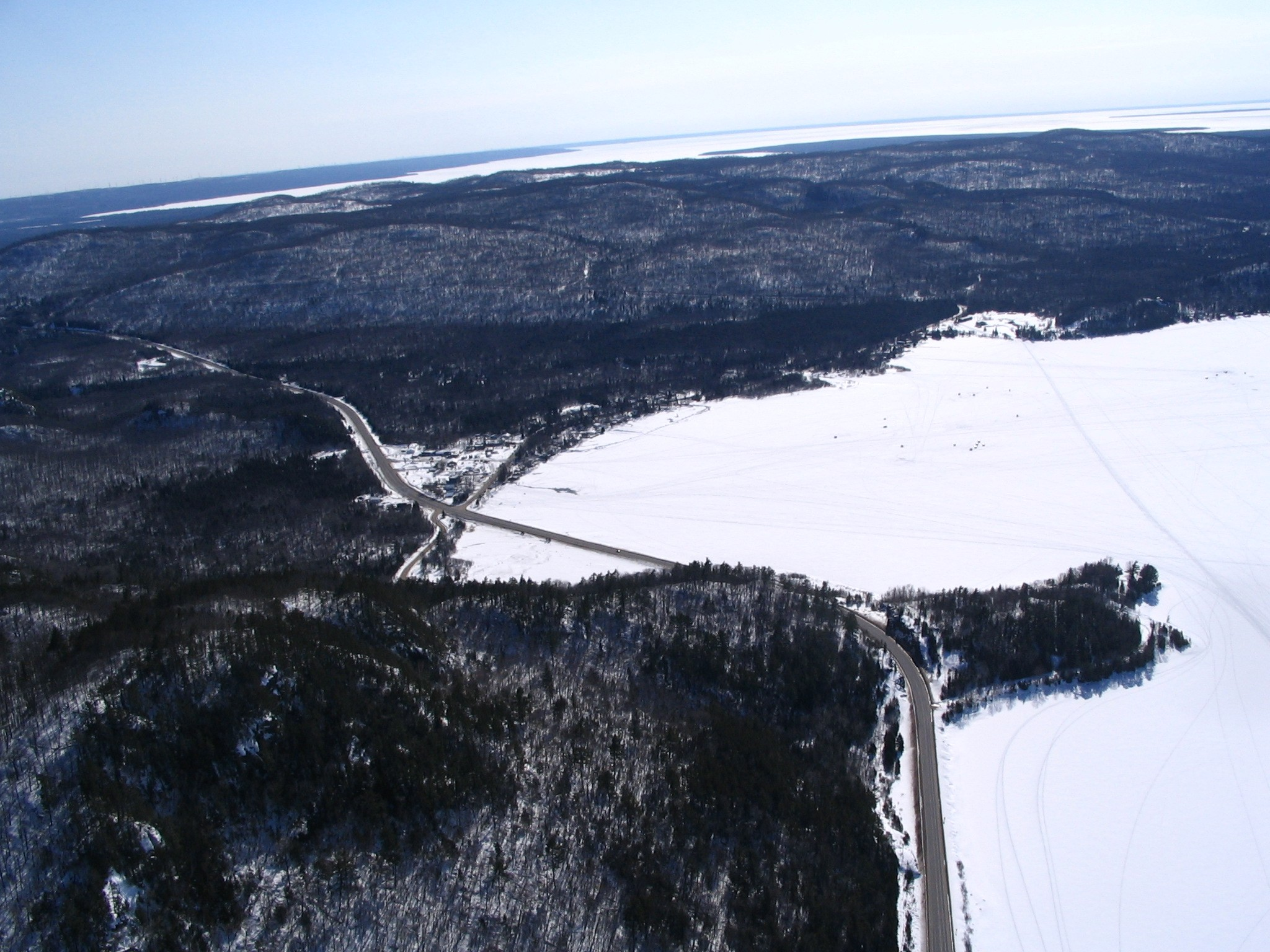
Nördlich von Sault Ste. Marie
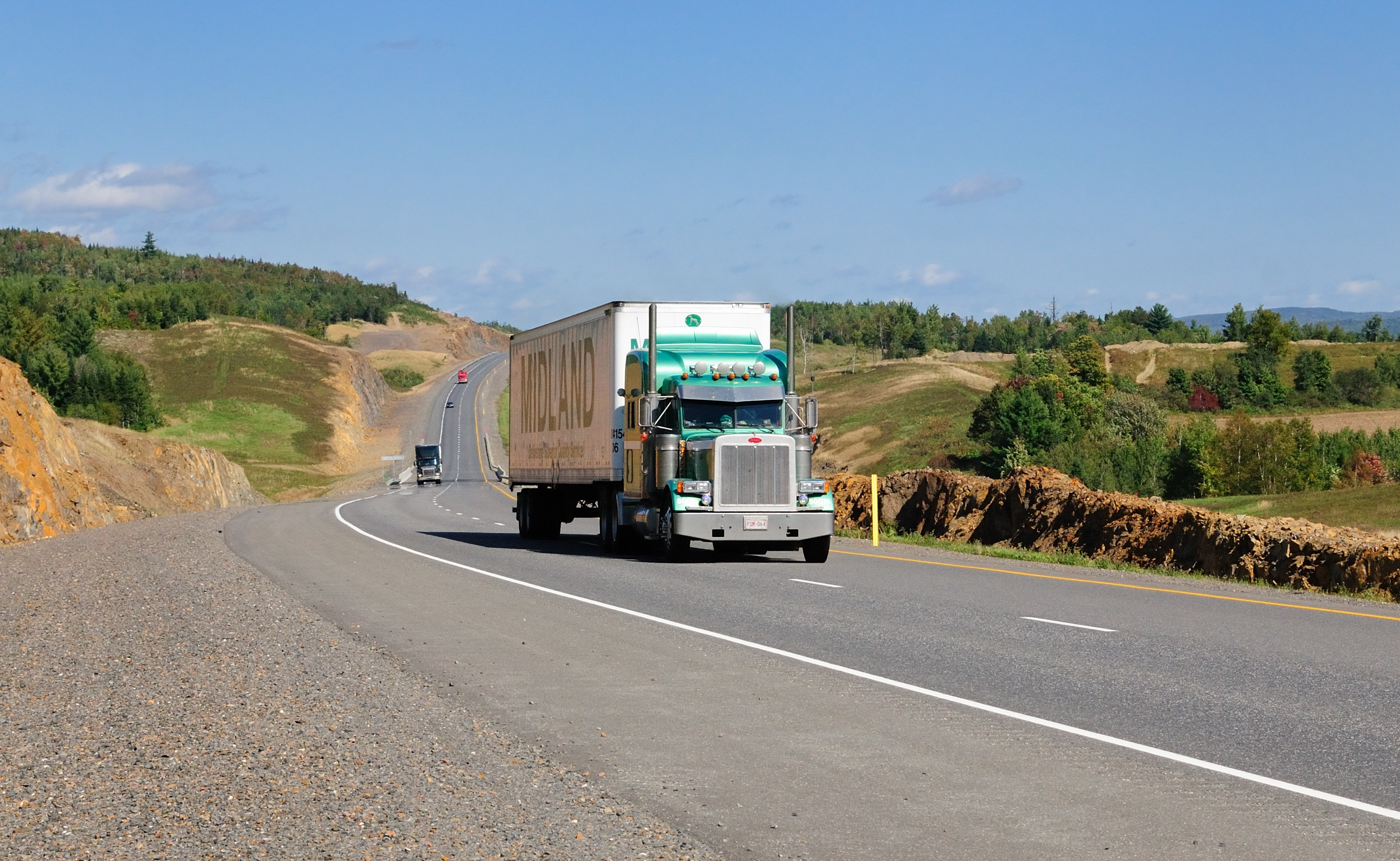
New Brunswick Route 2
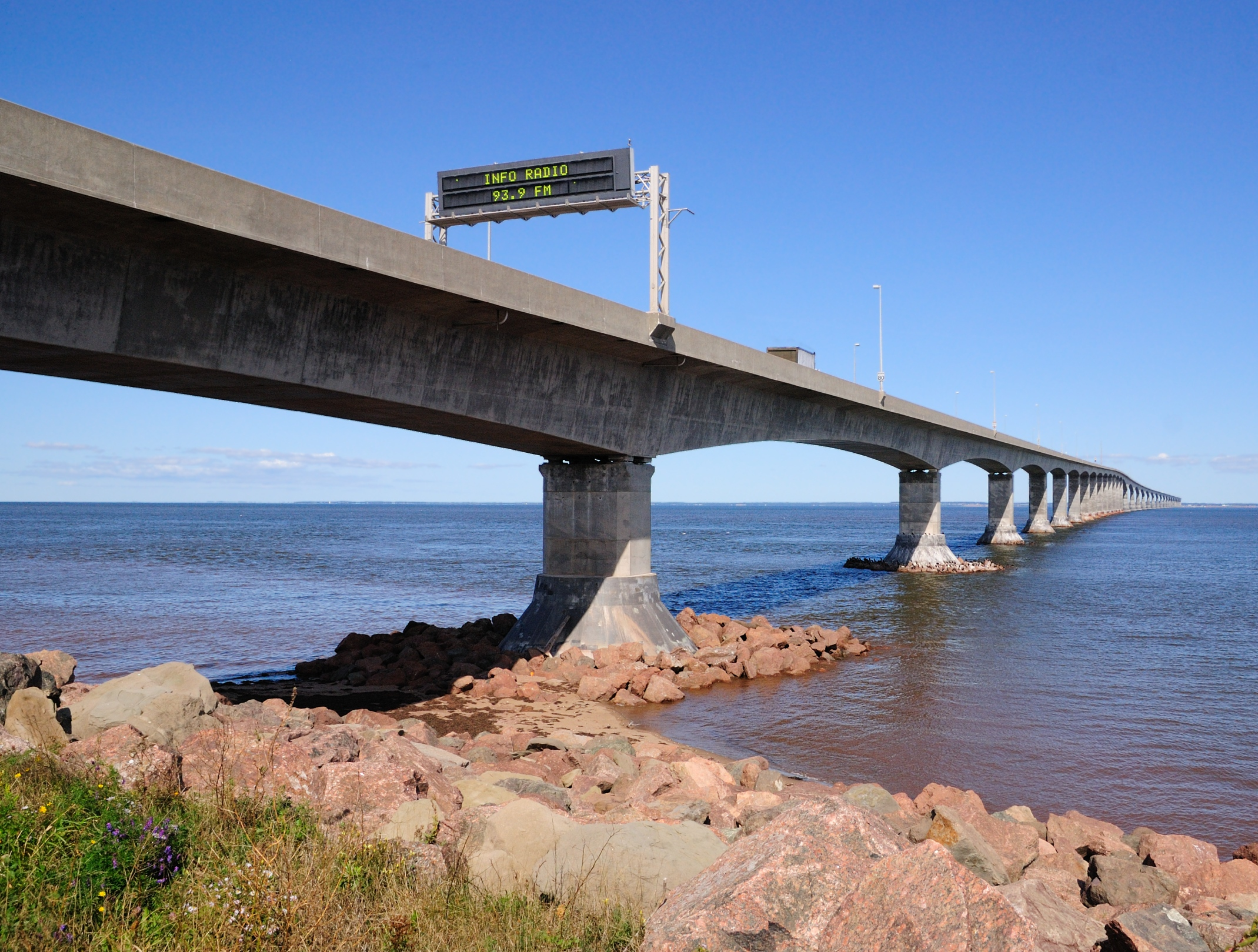
Confederation Bridge nach Prince Edward Island

| Stadt                | Provinz                  | Entfernung in km |
| -------------------- | ------------------------ | ---------------- |
| Victoria             | British Columbia         | 0                |
| Nanaimo              | British Columbia         | 111              |
| Vancouver            | British Columbia         | 88               |
| Kamloops             | British Columbia         | 354              |
| Rogers Pass          | British Columbia         | 277              |
| Banff                | Alberta                  | 319              |
| Calgary              | Alberta                  | 127              |
| Regina               | Saskatchewan             | 754              |
| Winnipeg             | Manitoba                 | 572              |
| Thunder Bay          | Ontario                  | 702              |
| Greater Sudbury      | Ontario                  | 1003             |
| Ottawa               | Ontario                  | 484              |
| Montreal             | Québec                   | 198              |
| Québec               | Québec                   | 271              |
| Fredericton          | New Brunswick            | 591              |
| Sydney               | Nova Scotia              | 643              |
| St. John’s           | Neufundland und Labrador | 1109             |
| Trans-Canada Highway | gesamt                   | 7603             |

### Routendetails
Westküste-Winnipeg
In den vier westkanadischen Provinzen verläuft der Highway, größtenteils getrennt, in einer nördlichen und einer südlichen Route. Die südliche Route wird dabei in der Regel als die Hauptstrecke betrachtet.

#### Nördliche Route
Die nördliche Route, der Yellowhead Highway, beginnt in Masset auf Graham Island und folgt, ab Prince Rupert auf dem Festland, dem Verlauf des British Columbia Highway 16 zur Grenze nach Alberta. Anschließend führt auf einer Länge von 534 km, als Alberta Highway 16 quer in West-Ost-Richtung durch Alberta, wobei er Edmonton passiert. In Lloydminster wechselt die Nordroute von Alberta nach Saskatchewan und durchquert die Provinz als Saskatchewan Highway 16. Dabei tangiert er auch Saskatoon, die größte Stadt der Provinz. Nachdem er Manitoba erreicht hat, passiert er als Manitoba Highway 16 die Provinz. Bei Portage la Prairie trifft er auf den Manitoba Highway 1 und damit auf die südliche Route des Trans-Canada Highways in den westlichen Provinzen. Ab dort laufen die beiden Routen gemeinsam nach Winnipeg.

#### Südliche Route
Die südliche Route der Straße, in den vier westlichen Provinzen als Highway 1 bezeichnet, beginnt in Victoria, British Columbia und verläuft auf den nächsten 99 km nördlich entlang der Ostküste von Vancouver Island nach Nanaimo. Eine Fährroute (siehe BC Ferries) verbindet die Straße bei West Vancouver mit dem Lower Mainland. Nachdem sie das Stadtgebiet Vancouvers durchquert hat, wendet sie sich für 170 km Richtung Osten bis nach Hope. Anschließend wechselt sie für 186 km die Richtung nach Norden, wo sie in Höhe Hells Gate am Canyon des Fraser River vorbeiführt. Nun verläuft sie in östlicher Richtung durch Kamloops, Revelstoke, Golden, Banff, Calgary, Regina nach Winnipeg.
Winnipeg-Ottawa
Die Straße verläuft nun von Winnipeg für 205 km in östliche Richtung bis nach Kenora. Der bestehende Zweig führt 136 km weiter nach Osten bis Dryden. Ein neuer Zweig beginnt am Rainy River; er führt nach Fort Frances. 282 km weiter östlich treffen beide Zweige wieder zusammen.
Weitere 65 km – allerdings in südöstliche Richtung – später gelangt man durch Thunder Bay. Dort wendet sich die Straße nach Nordosten und behält diese Richtung für 115 km bei, bis sie sich bei Nipigon erneut teilt.

#### Nördliche Route (Highway 11)
Die nördliche Route (Highway 11) und führt über 614 km durch das nördliche Ontario nach Cochrane. Anschließend wendet sich die Straße wieder nach Südosten, bis sie den Ort New Liskeard erreicht, dann nach Süden bis nach North Bay.
Dort trifft sie auf den Highway 17, wie die südliche Route von Nipigon nach North Bay genannt wird.
Im größten Teil Ontarios gilt ein allgemeines Tempolimit von 90 km/h auf dem Trans-Canada-Highway, 80 km/h auf der Central Ontario Route und 100 km/h auf den Freeways.
Ottawa-Moncton
Von Ottawa aus führt der TCH über 206 km in östliche Richtung nach Montréal. Anschließend folgt er der Autoroute 25 südwärts, überquert den Sankt-Lorenz-Strom und setzt seinen Weg 257 km lang als Autoroute 20 in nordöstlicher Richtung nach Lévis fort.
Moncton-North Sydney
Von Moncton aus führt die Straße über 54 km südöstlich zu einem Abzweig. Dieser liegt in Atlac an der Grenze der Provinzen New Brunswick und Nova Scotia. Von hier führt die Hauptroute weiter als New Brunswick Highway 2 weitestgehend parallel zum Saint John River und zur Hauptstadt Fredericton. Eine 70 km lange Nebenroute, die als Highway 16 bezeichnet wird, führt zur Confederation Bridge am Jourimain-Kap.
Prince Edward Island
Nachdem die Northumberland Strait überquert wurde, folgt der Borden-Carleton 110 km durch die südliche Prinz Edward Insel. Die Straße wird hier als Highway 1 bezeichnet. Anschließend führt sie nach Charlottetown. Dort, auf Wood Islands, beginnt eine 26 km lange Fährroute der Northumberland Ferries ltd., welche die Northumberland Strait nach Caribou, Nova Scotia (nahe Pictou) überquert.
19 km südlich von Caribou trifft die Straße als Highway 106 in Westerville (nahe New Glasgow) auf die „direkte“ Trans-Canada-Highway-Route (Highway 104).
Nova Scotia
Von der Grenze zu New Brunswick aus führt der Trans-Canada-Highway in östlicher Richtung, wo er dem Highway 104 folgt. Er trifft dann bei Truro den Highway 102, dem er bis Halifax folgt. Diese 30 km lange Strecke ist mit einer Vier-Dollar-Abgabe (pro Fahrzeug) belegt.
Port aux Basques-St. John’s
Von North Sydney aus führt eine 177 km lange Fährroute nach Neufundland.
Am Kanalhafen Port aux Basques angekommen, übernimmt der Trans-Canada Highway die Route des Highway 1 für 219 km. Sie führt gen Nordosten durch Corner Brook, um dann für 352 km nach Osten durch Gander zu verlaufen und schließlich 334 km weiter südöstlich in St. John’s zu enden.

## Das „mile zero“-Konzept
Es gibt keine offizielle Kilometerzählung, so dass es an beiden Enden eine erste Meile gibt. In St. John’s befindet sich das Unterhaltungszentrum Mile One Centre am Anfang bzw. Ende des Trans-Canada Highways. Ein Baudenkmal mit der Inschrift MILE 0 befindet sich im Beacon Hill Park, in Victoria.